# Télévision en Afghanistan

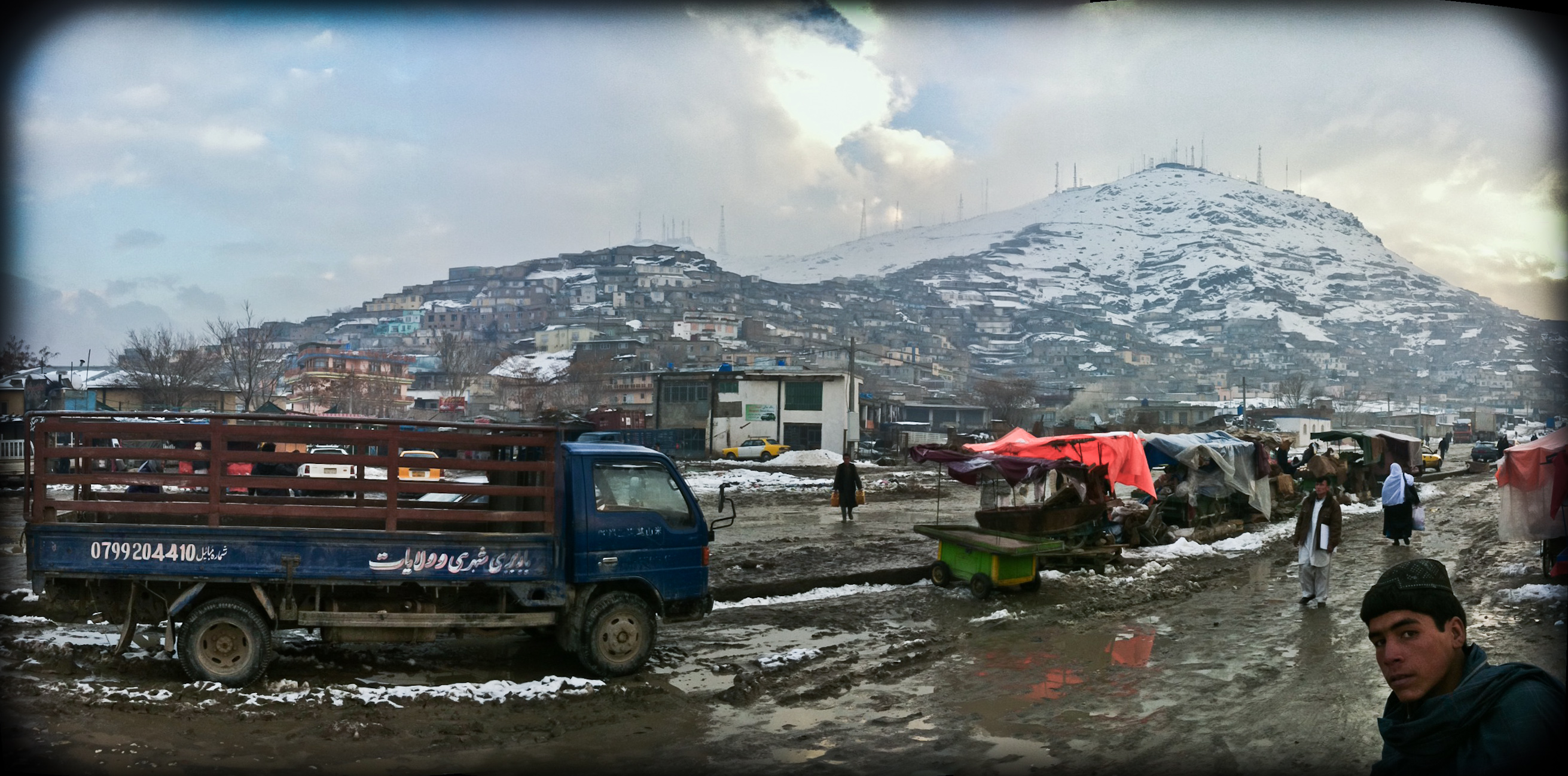
TV Mountain Panorama, Kaboul.

La télévision en Afghanistan a été introduite dans le pays en 1964, et placée sous la tutelle d'un organisme d'État Radio Television Afghanistan contrôlant l'unique chaine de télévision publique RTA TV.

## Liste des chaînes de télévision afghanes
- 1TV
- Afghan TV
- Afghanistan-télévision
- Ariana Afghanistan (implanté aux États-Unis)
- Ariana Television Network (ATN)
- Arzo TV
- Ayna TV
- Emrooz TV
- Farda TV
- Khorasan TV (implanté aux États-Unis)
- Lemar TV
- Noor TV (implanté aux États-Unis)
- Noor TV Afghanistan
- Noorin TV
- Payame Afghan TV (implanté aux États-Unis)
- RTA TV (télévision de radio Afghanistan)
- RTA Nangarhar
- Saba TV
- Saba World
- Sepher TV
- Shamshad TV
- Tamadon TV
- Tolo TV
- Ujala TV

## Canaux internationaux
Il y a deux canaux internationaux :
- Ariana TV au niveau international
- Tolo TV au niveau international

Le Tolo TV est le canal de télévision award-winning afghane.